# Булпит (Илиноис)
Булпит (енгл. Bulpitt) град је у америчкој савезној држави Илиноис.

## Демографија
По попису из 2010. године број становника је 222, што је 16 (7,8%) становника више него 2000. године.
| Група             | 2000.        | 2010.       |
| Белци             | 206 (100,0%) | 216 (97,3%) |
| Афроамериканци    | 0 (0,0%)     | 4 (1,8%)    |
| Азијати           | 0 (0,0%)     | 0 (0,0%)    |
| Хиспаноамериканци | 0 (0,0%)     | 1 (0,5%)    |
| Укупно            | 206          | 222         |